# استراتاسیس
استراتاسیس (انگلیسی: Stratasys) شرکت فناوری اطلاعات آمریکایی اسرائیلی است، که در سال ۱۹۸۹ توسط اسکات کرامپ تأسیس شد.